# Federação Monegasca de Voleibol
A Federação Monegasca de Voleibol  (em francês: Fédération Monégasque de Volley-Bal FMVB) é  uma organização fundada em 1987 que governa a pratica de voleibol de Mónaco, sendo membro da Federação Internacional de Voleibol desde 1988 e da Confederação Européia de Voleibol, a entidade é responsável por  organizar  os campeonatos nacionais de  voleibol masculino e feminino no território..